# Ercheu
Ercheu é uma comuna francesa na região administrativa de Altos da França, no departamento de Somme. Estende-se por uma área de 14,15 km². Em 2010 a comuna tinha 789 habitantes (densidade: 55,8 hab./km²).